# Ottavio de Liva
Ottavio de Liva (10. června 1911, Udine – 23. srpna 1965, Jakarta) byl římskokatolický duchovní a diplomat Svatého stolce, od roku 1962 titulární arcibiskup z Heliopole a v letech 1962–1965 apoštolský internuncius v Indonésii.
V roce 1950 měl jako chargé d’affaires převzít správu pražské nunciatury a zastoupení Svatého stolce u komunistické československé vlády, ale ta již byla rozhodnuta diplomatické vztahy ukončit, jeho status neuznala a vypověděla ho ze země.